# Circulación de vuelco meridional del Atlántico

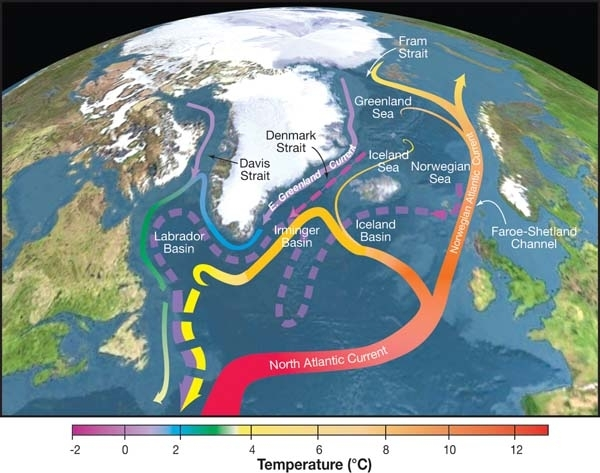
Mapa topográfico de los mares nórdicos y cuencas subpolares con circulación esquemática de corrientes superficiales (curvas sólidas) y corrientes profundas (curvas discontinuas) que forman una porción de la circulación de vuelco meridional del Atlántico. Los colores de las curvas indican temperaturas aproximadas.

La circulación de vuelco meridional del Atlántico (conocida como AMOC, siglas en inglés de Atlantic meridional overturning circulation) es el componente zonalmente integrado de las corrientes superficiales y profundas en el océano Atlántico. Se caracteriza por un flujo hacia el norte de agua cálida y salada en las capas superiores del Atlántico, y un flujo hacia el sur de aguas más frías y profundas que forman parte de la circulación termohalina. Estas "extremidades" están unidas por regiones de vuelco en los mares nórdicos y de Labrador y el océano Austral. El AMOC es un componente importante del sistema climático de la Tierra y es el resultado de impulsores atmosféricos y termohalinos.

## Descripción general
El flujo superficial hacia el norte transporta una cantidad sustancial de energía térmica desde los trópicos y el hemisferio sur hacia el Atlántico norte, donde el calor se pierde en la atmósfera debido al fuerte gradiente de temperatura. Al perder su calor, el agua se vuelve más densa y se hunde. Esta densificación vincula la rama cálida de la superficie con la rama de retorno profunda y fría en las regiones de convección de los mares Nórdico y de Labrador. Las ramas también están vinculadas en regiones de surgencia, donde una divergencia de las aguas superficiales provoca la succión de Ekman y un flujo ascendente de aguas profundas.
AMOC consta de celdas superiores e inferiores. La celda superior consta del flujo de superficie hacia el norte, así como el flujo de retorno hacia el sur de las aguas profundas del Atlántico norte (NADW). La celda inferior representa el flujo hacia el norte del denso agua del fondo antártico (AABW), que baña el océano abisal.
AMOC ejerce un control importante sobre el nivel del mar del Atlántico norte, particularmente a lo largo de la costa noreste de América del Norte. El debilitamiento excepcional de AMOC durante el invierno de 2009-2010 ha implicado una subida del nivel del mar de 13 cm a lo largo de la costa de Nueva York.
Puede haber dos estados estables del AMOC: una circulación fuerte (como se ha visto en los últimos milenios) y un modo de circulación débil, como lo sugieren los modelos de circulación general acoplados atmósfera-océano y los modelos de sistemas terrestres de complejidad intermedia. Sin embargo, varios modelos del sistema terrestre no identifican esta biestabilidad.

## Relación entre AMOC y clima
El transporte neto de calor hacia el norte en el Atlántico es único entre los océanos del mundo y es responsable del calor relativo del hemisferio norte. AMOC transporta hasta el 25% del transporte de calor global atmósfera-océano hacia el norte en el hemisferio norte. En general, se cree que esto mejora el clima del noroeste de Europa, aunque este efecto es objeto de debate.
Además de actuar como una bomba de calor y un disipador de calor de alta latitud, AMOC es el sumidero de carbono más grande del hemisferio norte, secuestrando aproximadamente unas 0,7 PgC al año. Este secuestro tiene implicaciones significativas para la evolución del calentamiento global antropogénico, especialmente con respecto a la disminución reciente y futura proyectada del vigor de AMOC.

## Disminución reciente
Las reconstrucciones paleoclimáticas apoyan la hipótesis de que AMOC ha sufrido un debilitamiento excepcional en los últimos 150 años en comparación con los 1500 años anteriores, así como un debilitamiento de alrededor del 15% desde mediados del siglo XX. Las observaciones directas de la fuerza del AMOC han estado disponibles solo desde 2004 desde el sistema de amarre in situ a 26 °N en el Atlántico, dejando solo evidencia indirecta del comportamiento anterior del AMOC. Si bien los modelos climáticos predicen un debilitamiento de AMOC en escenarios de calentamiento global, la magnitud del debilitamiento observado y reconstruido está fuera de sintonía con las predicciones del modelo. La disminución observada en el período 2004-2014 fue un factor 10 más alta que la predicha por los modelos climáticos que participan en la Fase 5 del Proyecto de Intercomparación de Modelos Acoplados (CMIP5). Si bien las observaciones del flujo de salida del mar de Labrador no mostraron una tendencia negativa entre 1997 y 2009, este período es probablemente un estado atípico y debilitado. Además de una subestimación de la magnitud de la disminución, el análisis del tamaño de grano ha revelado una discrepancia en el momento modelado de la disminución de AMOC después de la Pequeña Edad de Hielo.
Un estudio de febrero de 2021 en Nature Geoscience informó que el milenio anterior había visto un debilitamiento sin precedentes del AMOC, una indicación de que el cambio fue causado por acciones humanas. Su coautor dijo que AMOC ya se había desacelerado en aproximadamente un 15%, y ahora se ven impactos: «En 20 a 30 años es probable que se debilite aún más, y eso inevitablemente influirá en nuestro clima, por lo que veríamos un aumento en las tormentas". y olas de calor en Europa, y el nivel del mar sube en la costa este de los Estados Unidos».

## Regiones de vuelco

### Convección y flujo de retorno en los mares nórdicos
Las bajas temperaturas del aire en las latitudes altas provocan un considerable flujo de calor del aire del mar, lo que provoca un aumento de la densidad y la convección en la columna de agua. La convección del océano abierto ocurre en penachos profundos y es particularmente fuerte en invierno cuando la diferencia de temperatura entre el mar y el aire es mayor. De los 6 sverdrup (Sv) de agua densa que fluyen hacia el sur sobre la dorsal Groenlandia-Escocia (GSR por sus siglas en inglés), 3 Sv lo hacen a través del estrecho de Dinamarca formando el Agua de Desbordamiento del Estrecho de Dinamarca (DSOW). A su vez, 0,5-1 Sv fluyen sobre la dorsal Islandia-Feroe y los 2-2,5 Sv restantes regresan a través del canal Feroe-Shetland; estos dos flujos forman el agua de desbordamiento de Islandia-Escocia (ISOW). La mayor parte del flujo sobre la dorsal Faroe-Shetland fluye a través del canal Faroe-Bank y pronto se une al que fluía sobre la dorsal Islandia-Faroe, para fluir hacia el sur en profundidad a lo largo del flanco oriental de la cresta Reykjanes. A medida que ISOW desborda el GSR arrastra turbulentamente aguas de densidad intermedia como el agua en modo subpolar y el agua de mar de Labrador. Esta agrupación de masas de agua luego se mueve geostróficamente hacia el sur a lo largo del flanco este de Reykjanes, a través de la zona de fractura de Charlie Gibbs y luego hacia el norte para unirse a DSOW. Estas aguas a veces se conocen como agua de desbordamiento de los mares nórdicos (NSOW). NSOW fluye ciclónicamente siguiendo la ruta de superficie del SPG (giro subpolar) alrededor del Mar de Labrador y además arrastra el Agua de Mar de Labrador (LSW).
Se sabe que la convección está suprimida en estas altas latitudes por la capa de hielo marino. El hielo marino flotante cubre la superficie, reduciendo la capacidad de que el calor se mueva del mar al aire. Esto a su vez reduce la convección y el flujo de retorno profundo de la región. La capa de hielo estival del Ártico ha experimentado un retroceso dramático desde que comenzaron los registros satelitales en 1979, lo que equivale a una pérdida de casi el 30% de la capa de hielo de septiembre en 39 años. Las simulaciones de modelos climáticos sugieren que la pérdida rápida y sostenida de hielo del Ártico en septiembre es probable en las proyecciones climáticas futuras del siglo XXI.

### Convección y arrastre en el mar de Labrador
La característicamente fresca LSW se forma a profundidades intermedias por convección profunda en el mar de Labrador central, particularmente durante las tormentas invernales. Esta convección no es lo suficientemente profunda para penetrar en la capa NSOW que forma las aguas profundas del mar de Labrador. LSW se une a NSOW para moverse hacia el sur fuera del mar de Labrador: mientras que NSOW pasa fácilmente por debajo del NAC en la esquina noroeste, se retiene algo de LSW. Esta desviación y retención por parte del SPG explica su presencia y arrastre cerca de los desbordamientos de GSR. Sin embargo, la mayor parte del LSW desviado se divide antes de la CGFZ (zona de fractura de Charlie-Gibbs) y permanece en el SPG occidental. La producción de LSW depende en gran medida del flujo de calor del aire del mar y la producción anual suele oscilar entre 3 y 9 Sv. ISOW se produce en proporción al gradiente de densidad a través de la cordillera de Islandia-Escocia y, como tal, es sensible a la producción de LSW que afecta la densidad aguas abajo. Más indirectamente, el aumento de la producción de LSW se asocia con una SPG reforzada y se supone que está anticorrelacionado con ISOW. Esta interacción confunde cualquier extensión simple de una reducción en las aguas de desbordamiento individuales con una reducción en AMOC. Se entiende que la producción de LSW fue mínima antes del evento 8.2 ka, y se cree que SPG existió antes en un estado debilitado, no convectivo.

### Surgencia atlántica
Por razones de conservación de la masa, el sistema oceánico global debe aflorar un volumen de agua igual al que fluye hacia abajo. La surgencia en el Atlántico se produce principalmente debido a mecanismos de surgencia costera y ecuatorial.
La surgencia costera se produce como resultado del transporte de Ekman a lo largo de la interfaz entre la tierra y una corriente impulsada por el viento. En el Atlántico, esto ocurre particularmente en torno a la corriente de las Canarias y la corriente de Benguela. La surgencia en estas dos regiones se ha modelado para que sea en antifase, un efecto conocido como "sube y baja".
La surgencia ecuatorial generalmente ocurre debido al forzamiento atmosférico y la divergencia debido a la dirección opuesta de la fuerza de Coriolis a ambos lados del Ecuador. El Atlántico presenta mecanismos más complejos como la migración de la termoclina, particularmente en el Atlántico oriental.

### Surgencia del océano Austral
La masa de agua profunda del Atlántico Norte se encuentra principalmente en el extremo sur del transecto atlántico, en el océano Austral. Esta surgencia comprende la mayoría de los afloramientos normalmente asociados con AMOC y lo vincula con la circulación global. A escala global, las observaciones sugieren el 80% de las surgencias de aguas profundas en el océano Austral.
Esta surgencia aporta grandes cantidades de nutrientes a la superficie, lo que favorece la actividad biológica. El suministro superficial de nutrientes es fundamental para el funcionamiento del océano como sumidero de carbono en escalas de tiempo prolongadas. Además, el agua aflorada tiene bajas concentraciones de carbono disuelto, ya que el agua tiene típicamente 1000 años y no ha sido sensible a los aumentos antropogénicos de CO2 en la atmósfera. Debido a su baja concentración de carbono, esta surgencia funciona como sumidero de carbono. La variabilidad en el sumidero de carbono durante el período de observación se ha estudiado y debatido de cerca. Se entiende que el tamaño del sumidero disminuyó hasta 2002 y luego aumentó hasta 2012.
Tras la surgencia, se entiende que el agua toma uno de dos caminos: el agua que aflora cerca del hielo marino generalmente forma un agua de fondo densa y está comprometida con la celda inferior de AMOC; el agua que aflora en latitudes más bajas se mueve más hacia el norte debido al transporte de Ekman y se destina a la celda superior.

## Estabilidad de AMOC
El vuelco del Atlántico no es una característica estática de la circulación global, sino más bien una función sensible de las distribuciones de temperatura y salinidad, así como de los forzamientos atmosféricos. Las reconstrucciones paleoceanográficas del vigor y la configuración de AMOC han revelado variaciones significativas a lo largo del tiempo geológico complementan la variación observada en escalas más cortas.
Las reconstrucciones de un modo de "detención" o "Heinrich" del Atlántico Norte han alimentado las preocupaciones sobre un colapso futuro de la circulación volcada debido al cambio climático global. Si bien el IPCC describe esta posibilidad como "poco probable" para el siglo XXI, un veredicto de una sola palabra oculta un debate significativo y la incertidumbre sobre la perspectiva. La física de un cierre estaría respaldada por la Bifurcación de Stommel, donde un mayor forzamiento de agua dulce o aguas superficiales más cálidas conducirían a una reducción repentina en el vuelco, del cual el forzamiento debe reducirse sustancialmente antes de que sea posible reiniciar.
Una detención de AMOC sería impulsada por dos retroalimentaciones positivas, la acumulación tanto de agua dulce como de calor en áreas de aguas abajo. AMOC exporta agua dulce del Atlántico Norte, y una reducción en el vuelco refrescaría las aguas e inhibiría la surgencia. Similar a su exportación de agua dulce, AMOC también divide el calor en las profundidades del océano en un régimen de calentamiento global; es posible que un AMOC debilitado conduzca a un aumento de las temperaturas globales y una mayor estratificación y desaceleración. Sin embargo, este efecto se vería atenuado por una reducción concomitante en el transporte de agua cálida al Atlántico Norte bajo un AMOC debilitado, una retroalimentación negativa sobre el sistema.
Además de la reconstrucción paleoceanográfica, se ha investigado el mecanismo y la probabilidad de colapso utilizando modelos climáticos. Los modelos terrestres de complejidad intermedia (EMIC) han predicho históricamente que un AMOC moderno tendrá equilibrios múltiples, caracterizados como modos cálido, frío y detenido. Esto contrasta con los modelos más completos, que se inclinan hacia un AMOC estable caracterizado por un equilibrio único. Sin embargo, se pone en duda esta estabilidad por un flujo de agua dulce modelado hacia el norte que está en desacuerdo con las observaciones. Un flujo no físico hacia el norte en los modelos actúa como una retroalimentación negativa sobre el vuelco y sesga falsamente hacia la estabilidad.
Para complicar el problema de las retroalimentaciones positivas y negativas sobre la temperatura y la salinidad, el componente de AMOC impulsado por el viento todavía no está completamente restringido. Un papel relativamente mayor del forzamiento atmosférico conduciría a una menor dependencia de los factores termohalinos enumerados anteriormente y haría que AMOC sea menos vulnerable a los cambios de temperatura y salinidad bajo el calentamiento global.
Si bien el IPCC considera que una detención es "poco probable", un debilitamiento durante el siglo XXI se considera "muy probable" y se han observado debilitamientos previos en varios registros. La causa del futuro debilitamiento de los modelos es una combinación de renovación de la superficie debido a los patrones cambiantes de precipitación en el Atlántico Norte y el derretimiento de los glaciares, y el calentamiento inducido por gases de efecto invernadero debido al aumento del forzamiento radiativo. Un modelo sugiere que un aumento de 1,2 grados en el polo muy probablemente debilitaría AMOC.